# Miquel Joarizti Lasarte
Miquel Joarizti i Lasarte (Girona, 28 de març de 1843 - Barcelona, 15 de febrer de 1910) fou un enginyer que va aportar noves tècniques per la reproducció de fotografies a la premsa espanyola.

## Dades biogràfiques
El pare de Miquel Joarizti Lasarte, Miquel Joarizti i Tubín, fou un reconegut polític del Partit Constitucional de la Província de Barcelona i el 1843 va ser elegit diputat per la província de Girona.
Adolf Joarizti, el seu germà, morí prematurament l'any 1871 amb 36 anys, un fet que va marcar al seu pare, que va quedar molt tocat per la mort del seu primogènit. Val a dir també que Adolf Joarizti va participar en la revolta del Cuartel de San Gil l'any 1866 i en la Revolució de Setembre de 1868 i va ser el fundador del diari La Igualdad i redactor a La Corona de Aragón (Barcelona) i a La Discusión (Madrid). Miquel Joarizti també tenia una germana, Júlia Joarizti, que es va casar amb Francisco Vila i Lletjós i que havia traduït una novel·la francesa i escrivia poesia.
En la família dels Mariezcurrena també ens trobem amb un fet molt important, perquè la mare d’en Heriberto Mariezcurrena era Dolors Corrons, que es va casar amb Ignasi Mariezcurrena el 7 de setembre de 1844. El matrimoni Mariezcurrena-Corrons trindrà dos fills, Heriberto i Ernesto. Aquest últim, que també era fotògraf, va morir de febre tifoïdal durant la Guerra dels Deu Anys a Cuba, on havia viatjat com a voluntari dins el segon batalló.
Si hi ha alguna cosa que destaca per sobre de les altres dins l’arbre genealògic dels Mariezcurrena, aquesta és la figura de l'esposa d’en Heriberto: Flora Roger, amb qui es va casar el 3 de maig de 1871. Aquesta dona havia estat casada anteriorment amb Gaspar Casulleras, un fotògraf barceloní que va viure de 1831 a 1836 i que tenia el seu estudi al passatge de Bacardí, al voltant de la Plaça Reial de Barcelona –molt a prop del passatge Madoz, on Heriberto Mariezcurrena tindrà el seu estudi.
Heriberto Mariezcurrena i Flora Roger no tindran fills, però van adoptar a Antonio, un orfe d’Alhama l’any 1885.
Seguint amb l’arbre genealògic dels Mariezcurrena, la família de Dolors Corrons és l'enllaç entre els Mariezcurrena i la família de Josep Thomas, el tercer membre fundador de la Societat Heliogràfica Espanyola. Els Corrons van ser una família d’òptics molt important de la ciutat de Barcelona, que tenia el seu taller a la Rambla dels Estudis. El germà de Dolors Corrons, Ramon Corrons, es va casar amb Joaquima Torrent i van tenir una filla, Mercè Corrons Torrent, que es casarà amb Josep Thomas Bigas.

## Societat Heliogràfica Espanyola

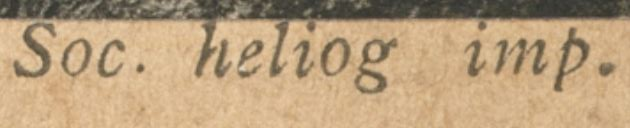
Signatura de la Societat Heliogràfica Espanyola.

Un dels episodis més destacats de la vida de Miquel Joarizti és la fundació, juntament amb tres socis més, de la Societat Heliogràfica Espanyola l’any 1876. Aquests foren Josep Thomas i Bigas, estudiant d'arquitectura per aquella època, Heribert Mariezcurrena, fotògraf propietari de l'estudi “Fotografía Catalana” al passatge Madoz, i Joan Serra i Pausas, dibuixant.
La Societat Heliogràfica implantà a Espanya les tècniques de reproducció fotomecànica de l'heliografia, després coneguda com a fototípia (basada en l’ús de substàncies col·loides com la gelatina o l'albúmina) així com el desenvolupament del fotogravat.
Joarizti i els seus companys compartien un interès comú per les tècniques gràfiques, l’art i la cultura, i van ser grans defensors de la necessitat de desenvolupar les tècniques de reproducció fotomecànica. Tots ells eren assidus a les tertúlies de joves catalanistes al Cafè Suís de Barcelona i es movien en el mateix context ideològic i intel·lectual. En aquell local entraren en contacte amb personatges de renom dins la societat intel·lectual catalana i escriptors de publicacions com La Renaixença –de la que Josep Thomas i Bigas fou un dels seus fundadors i Mariezcurrena, un col·laborador habitual. També freqüentaven l’Associació Catalanista d’Excursions Científiques, vinculada al republicanisme català. D’aquests vincles en sortiren alguns projectes de la Societat Heligrogràfica Española.

Encara que avui podem considerar el segle xix com el segle de la imatge impresa, el tàndem art i indústria –tan propi de la mentalitat moderna– va ser vist en un primer moment amb cert recel per part de la societat de l’època i, en molts casos, pels mateixos artistes. Tot i així, la Societat Heliogràfica Espanyola va néixer amb una mentalitat progressista i defugí dels prejudicis que consideraven que l’ús de les màquines i les noves tecnologies suposarien la mort de l’art. Ja l’any 1872, Heribert Mariezcurrena publicà a La Renaixença l’article “La Fotografía. Son passat, son present, son porvenir” on exaltava la necessitat d’impulsar els procediments de reproducció fotomecànica per tal de viure l'esclat definitiu de la fotografia:
“Per nosaltres lo porvenir de la fotografía s'enclou en la foto-litografía. Tenim la convicció ferma de que'l dia en que aquest procediment siga alleugerat de las complicadas manipulacions que avuy necessita se haurá arribat á la fí de la llarga y rápida carrera del art fotográfich”
França i Alemanya van ser els països on més avenços es van produir en aquest camp a partir de la segona meitat del segle xix. L’any 1871, el coronel López Fabra intentà sense èxit importar el sistema del fotogravat a Espanya, però la tècnica no s'assentà fins a la fundació de la Societat Heliogràfica Espanyola. Mariezcurrena i Thomas i Bigas van viatjar en dues ocasions als tallers de l’inventor del fotogravat, el parisenc Firmin Gillot, per aprendre les últimes novetats dels procediments. A la tornada, els quatre socis van adquirir dues premses de la destacada impremta Verdaguer per tal d’implantar les noves tècniques.

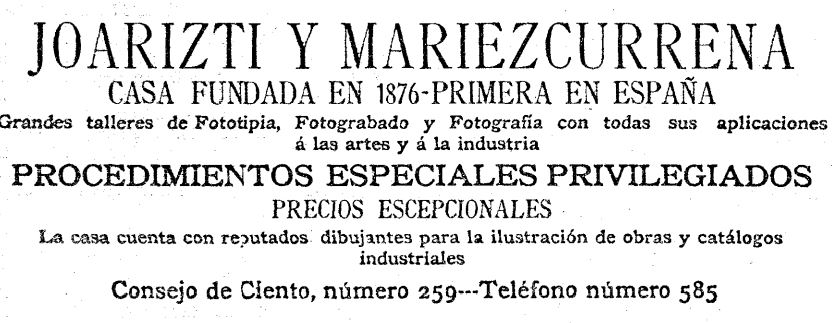
Anunci de la casa Joarizti i Mariezcurrena a La Vanguardia del 06/12/1891.

La possibilitat d’incloure imatges per mitjà de tècniques fotomecàniques suposà una revolució. Tot i així, el mercat era molt reduït i els procediments, molt costosos. Durant els primers anys, la Societat Heliogràfica fou poc rendible. El primer dels seus encàrrecs fou realitzat per Juan de la Cuesta i es basava en la realització de fototípies per un àlbum de fotografies que aquest havia portat de l'Exposició Universal de Filadèlfia l’any 1876. Tot i així, la Societat participava –tal com era habitual amb altres tallers– en concursos i certàmens industrials. L’any 1877 participaren en l’Exposició Catalana juntament amb fotògrafs com Joan Martí, els Napoléon o Rafael Areñas.

## Joarizti i Mariezcurrena

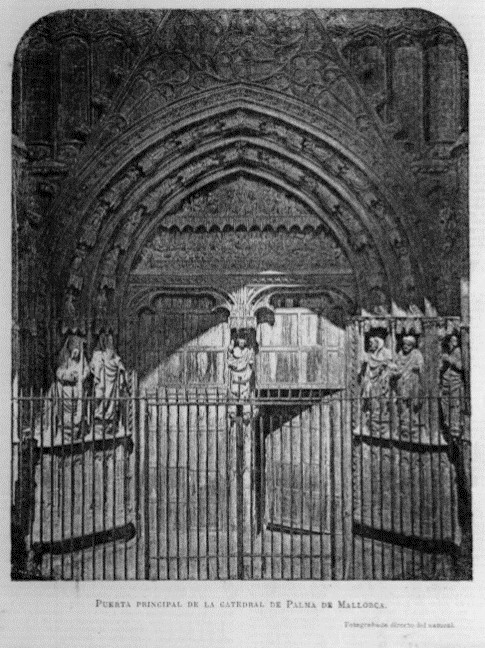
La Ilustración, 27/11/1881, p. 29.

Miquel Joarizti té 35 anys i Mariezcurrena, 32 quan funden la nova societat, essent els únics socis capitalistes i industrials de l'empresa. Mariezcurrena encara regentava el seu estudi del passatge Madoz, però els dos socis decidiren ubicar el nou estudi al barri de l'Eixample –amb locals més espaiosos– al carrer Consell de Cent número 259.

Malgrat la normalització de l'ús de les tècniques de reproducció, el treball de Joarizti i Mariezcurrena continuà sent pioner per diferents motius. El mes de novembre de 1881, Miquel Joarizti aconseguí solucionar un problema que afectava la tècnica del fotogravat. Fins al moment, només es podia reproduir amb línies i traços i la fotografia directa no es fixava sobre el zinc del fotogravat. Joarizti fou el primer a desenvolupar la tècnica del fotogravat extret directament del natural. La primera imatge reproduïda amb aquesta nova tècnica fou dins les pàgines de La Ilustración del dia 27 de novembre de 1881, un fotogravat de la portalada de la catedral de Palma. 

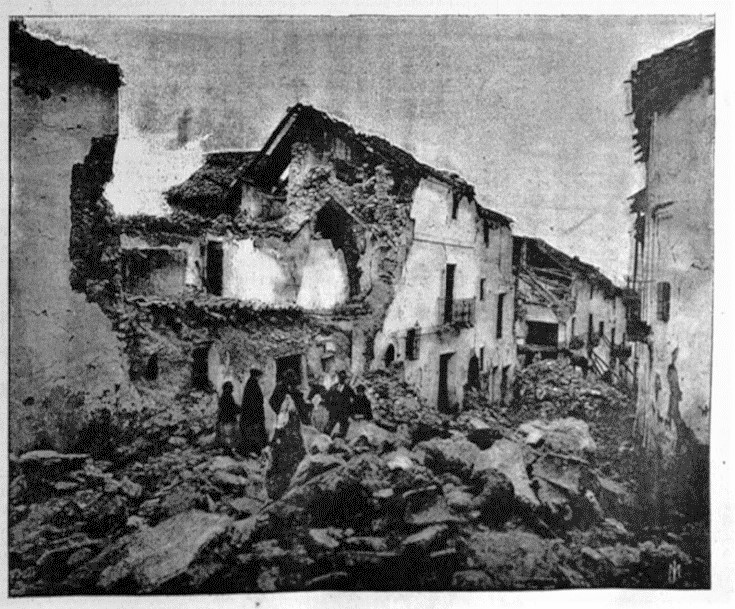
La Ilustración, 01/02/1885, p. 65.

L’any 1885, el director i impressor Lluís Tasso i Serra, propietari del setmanari La Ilustración, va enviar a Mariezcurrena a Andalusia per fotografiar els desastres provocats pels terratrèmols del mes de gener d'aquell mateix any. Les seves fotografies, publicades en els números de 222 a 225 del mes de febrer de 1885, poden ser considerades el primer reportatge gràfic publicat a Espanya i, sense cap mena de dubte, a Catalunya.

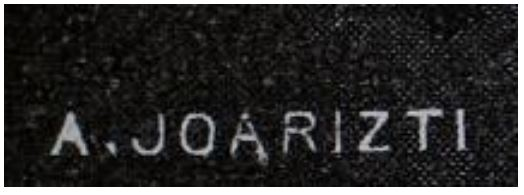
Signatura d'Adolf Joarizti Bové.

El taller realitzà nombrosos encàrrecs que inclogueren la reproducció fotomecànica d'imatges de retrats, reproduccions d'obres d'art i vistes de ciutats i paisatges, sent aquest últim gènere el més treballat. Per exemple, gràcies a la vinculació del fotògraf Mariezcurrena amb l’Associació Catalanista d’Excursions Científiques, aquesta encarregà a la companyia entre 1879 i 1883 la realització de l’Àlbum Pintoresch Monumental de Catalunya, una obra que s’edità en cinc volums.
Després de la mort de Mariezcurrena el 30 de maig de 1898, Miquel Joarizti continuà al capdavant de l'empresa. L'ingenier feia servir la mateixa signatura que la que havien fet servir fins aleshores degut a la coincidència amb les seves incials (MJ). A partir de 1910, un cop Joarizti havia mort, el seu fill Adolf es va fer càrrec de la companyia. Tot i així, aquest signava amb “Joarizti” o “A. Joarizti”, mantenint sempre el cognom del seu pare, la marca de l'empresa.

## Premis i reconeixements
L'any 1892 se celebra a Espanya l'Exposició d'Indústries Artístiques, un fet que implica el reconeixement de les arts industrials com un "igual" de les Belles Arts. La mostra va comptar amb 515 participants, la major part dels quals eren de Barcelona, i també hi havia representació internacional. Les obres estaven dividides en cinc seccions: projectes de conjunt, pintura i dibuix, escultura, gravat, fotografia i impremta; ceràmica, vidre i mosaics; metal·lúrgia; tapisseria, estampats i cuirs; i fusta i ebenisteria. En aquest esdeveniment es van entregar una sèrie de premis i els operaris de la casa Joarizti i Mariezcurrena guanyen el premi d'honor i la medalla de primera classe pels seus gravats per enquadernacions.